# Соквілл (містечко, Вісконсин)
Соквілл (англ. Saukville) — місто (англ. town) в США, в окрузі Озокі штату Вісконсин. Населення — 1765 осіб (2020).

## Демографія
Згідно з переписом 2010 року, у місті мешкали 1822 особи в 704 домогосподарствах у складі 555 родин. Було 728 помешкань
Расовий склад населення:
| - 98,0 % — білих - 0,4 % — корінних американців - 0,4 % — азіатів - 0,1 % — чорних або афроамериканців |

До двох чи більше рас належало 0,5 %. Частка іспаномовних становила 2,6 % від усіх жителів.
За віковим діапазоном населення розподілялося таким чином: 20,6 % — особи молодші 18 років, 62,8 % — особи у віці 18—64 років, 16,6 % — особи у віці 65 років та старші. Медіана віку мешканця становила 47,2 року. На 100 осіб жіночої статі у місті припадало 108,5 чоловіків;  на 100 жінок у віці від 18 років та старших — 103,4 чоловіків також старших 18 років.
Середній дохід на одне домашнє господарство  становив 96 290 доларів США (медіана — 77 396), а середній дохід на одну сім'ю — 105 785 доларів (медіана — 84 659). Медіана доходів становила 53 839 доларів для чоловіків та 41 500 доларів для жінок. За межею бідності перебувало 2,0 % осіб, у тому числі 0,8 % дітей у віці до 18 років та 5,0 % осіб у віці 65 років та старших.
Цивільне працевлаштоване населення становило 1103 особи. Основні галузі зайнятості: виробництво — 24,0 %, освіта, охорона здоров'я та соціальна допомога — 18,2 %, будівництво — 9,7 %, роздрібна торгівля — 8,4 %.